# パウパウサウルス
パウパウサウルス（Pawpawsaurusは"ポーポーのトカゲ"の意味）は1992年5月に発見された、アメリカ、テキサス州、タラント郡の白亜紀（アルビアン（en）に生息したノドサウルス科の曲竜類である。
このタクソンには現在Pawpawsaurus campbelliただ1種のみが属しており、海成のポーポー層（en）（ワチタ層群 (Wachita Group)）由来の完全な頭骨（下顎骨 を欠く）に基づいている 。ポーポー層では別のノドサウルス科の属テキサセテス・プレウロハリオ（Texasetes pleurohalio） (Coombs, 1995)を産出しているが、これはパウパウサウルスのシニア・シノニムだと判明するかもしれない。 パウパウサウルスは一般にはアンキロサウルス科で見られる骨質の瞼をもつ既知では唯一のノドサウルス科の属である。パウパウサウルスの頭骨はシルヴィサウルスと注目すべき類似性を持つ、すなわち前上顎骨（en）に歯を持ち、口蓋部の吻側部分の骨質の二次口蓋は限定的である。頭骨の大きさに基づくと、パウパウサウルスは体長約4.5 mと考えられる。Vickaryous et al. (2004)に拠れば、サウロペルタ・エドワルドソルム、シルヴィサウルス・コンドライとともにケダルペルタ（en）を底とする系統樹で多分枝を形成している。

## 参照
1. ↑  Lee, Y.-N. (1996). A new nodosaurid ankylosaur (Dinosauria: Ornithischia) from the Paw Paw Formation (Late Albian) of Texas. Journal of Vertebrate Paleontology 16:232-345

- Coombs, W. P., Jr. 1995. A new nodosaurid ankylosaur (Dinosauria: Ornithischia) from the Lower Cretaceous of Texas. Journal of Vertebrate Paleontology 15:298-312.
- Vickaryous, Maryanska, and Weishampel 2004. Chapter Seventeen: Ankylosauria. in The Dinosauria (2nd edition), Weishampel, D. B., Dodson, P., and Osmólska, H., editors. University of California Press.